# 中藤譲
中藤 譲(なかふじ　ゆずる）（1931年－2006年)は日本の写真家である。
1931年に兵庫県西宮に生まれる。1954年（昭和29年）、浪華写真倶楽部に入会。同年入会に、萩野正夫、中村泰三、神田弘四郎がいる。
1968年アサヒ・ペンタックス日本の祭典フォトコンテストで金賞を取る。1974年に同写真倶楽部審査委員に推挙され、同写真倶楽部100周年記念展(2005年)では副委員長を務めた。
長く関西に根ざした写真スタジオを営み、市井の人を愛し地域の風土風物を撮った。69歳で他界。写真家中藤敦は父親である。

## 写真集
- 『葛城の辺』(カツラギ ノ ホトリ)中藤譲写真集　東方出版　2002年2月　ISBN 9784885917646

## 展覧会
- 1974年「佐渡」ニコンサロン新宿個展。
- 1980年「河内飛鳥」フジフォトサロン大阪個展。
- 1991年「河内ふるさと」ミノルタフォトスペース新宿,大阪個展。
- 1992年「河内ふるさと」文情アートフォーラム個展。
- 2002年「葛城の辺」ミノルタフォトスペース新宿,大阪個展。

## 関連事項
浪華写真倶楽部

## キーワード
- 昭和時代・日本の写真家・浪華写真倶楽部